# 自衛隊帯広地方協力本部
自衛隊帯広地方協力本部（じえいたいおびひろちほうきょうりょくほんぶ、Obihiro Provincial Cooperation Office）は、北海道帯広市西14条南14丁目4番地に所在する、自衛隊地方協力本部のひとつ。陸・海・空自衛隊共同の機関だが、通常は陸上自衛隊の北部方面総監の指揮監督下にある。管轄する地域における防衛省・自衛隊の総合窓口として網走支庁の一部、十勝支庁、釧路支庁、根室支庁管内で活動する。

## 沿革
- 1956年（昭和31年）8月1日 - 自衛隊帯広地方連絡部が編成される[2]
- 2006年（平成18年）7月31日 - 自衛隊帯広地方協力本部に改編される

## 出先機関
- 十勝地区隊　担当地区：帯広市、芽室町、清水町、新得町、上士幌町、足寄町、本別町、鹿追町、士幌町、音更町、池田町、浦幌町、豊頃町、幕別町、大樹町、広尾町、更別村、中札内村
- 釧路出張所　担当地区：釧路市、白糠町、釧路町、弟子屈町、標茶町、厚岸町、浜中町、鶴居村
- 根室地域事務所　担当地区：根室市
- 網走地域事務所　担当地区：網走市、大空町、美幌町、小清水町、斜里町、清里町
- 北見地域事務所　担当地区：北見市、訓子府町、津別町、置戸町、陸別町
- 中標津地域事務所　担当地区：羅臼町、標津町、中標津町、別海町

## 主要幹部
| 官職名                   | 階級    | 氏名     | 補職発令日     | 前職                       |
| ------------------------ | ------- | -------- | -------------- | -------------------------- |
| 自衛隊帯広地方協力本部長 | 1等陸佐 | 上野洋介 | 2023年12月22日 | 陸上自衛隊教育訓練研究本部 |

| 代 | 階級    | 氏名       | 在職期間                                                    | 出身校・期                     | 前職                                            | 後職                                                |
| -- | ------- | ---------- | ----------------------------------------------------------- | ------------------------------ | ----------------------------------------------- | --------------------------------------------------- |
| 01 | 2等陸佐 | 石田春暢   | 1956年08月01日 - 1957年08月11日                             | 陸士50期                       | 第5管区総監部監察課長                           | 第5普通科連隊第2大隊長                              |
| 02 | 1等陸佐 | 野尻一郎   | 1957年08月12日 - 1961年02月28日                             | 警察講習所                     | 東千歳駐とん地業務隊長                          | 自衛隊札幌地方連絡部長                              |
| 03 | 1等陸佐 | 大熊智     | 1961年03月01日 - 1962年03月15日                             | 陸士53期                       | 第4普通科連隊第3大隊長 兼 釧路駐とん地司令      | 陸上自衛隊幹部候補生学校学生隊長                    |
| 04 | 2等陸佐 | 八代昭矩   | 1962年03月16日 - 1965年03月21日                             | 陸士51期                       | 陸上幕僚監部総務課庶務班長                      | 第20普通科連隊副連隊長                              |
| 05 | 1等陸佐 | 竹内繁秋   | 1965年03月22日 - 1967年07月16日                             | 東京農業大学 昭和14年卒        | 陸上自衛隊幹部学校付                            | 中部方面総監部第1部長                               |
| 06 | 2等陸佐 | 武田忠雄   | 1967年07月17日 - 1969年03月16日 ※1968年07月01日 1等陸佐昇任 | 陸士53期                       | 陸上自衛隊幹部学校研究部 （2等陸佐）            | 陸上自衛隊幹部学校研究員                            |
| 07 | 2等陸佐 | 皆本義博   | 1969年03月17日 - 1971年03月15日 ※1969年07月01日 1等陸佐昇任 | 陸士57期                       | 陸上幕僚監部第4部勤務 （2等陸佐）               | 陸上幕僚監部募集課募集班長                          |
| 08 | 2等陸佐 | 酒井鶴夫   | 1971年03月16日 - 1973年03月15日 ※1972年07月01日 1等陸佐昇任 | 陸航士59期                     | 陸上幕僚監部第1部勤務 （2等陸佐）               | 陸上幕僚監部募集課募集班長                          |
| 09 | 1等陸佐 | 小木曾文夫 | 1973年03月16日 - 1975年03月16日                             | 陸士58期                       | 第2師団司令部第1部長                            | 第1特科連隊長 兼 駒門駐とん地司令                   |
| 10 | 1等陸佐 | 篠原正明   | 1975年03月17日 - 1977年03月15日                             | 海兵76期・ 広島工専 昭和23年卒 | 陸上自衛隊武器補給処大宮支処長 兼 化学部長      | 陸上自衛隊東北地区補給処総務部長                    |
| 11 | 1等陸佐 | 楯周治     | 1977年03月16日 - 1979年03月15日                             | 関西大学 昭和29年卒            | 中部方面総監部監察官付                          | 第7普通科連隊長 兼 福知山駐とん地司令               |
| 12 | 1等陸佐 | 清水忠夫   | 1979年03月16日 - 1981年03月15日                             | 上智大学 昭和31年卒            | 北部方面総監部人事部人事課長                    | 東部方面総監部人事部募集課長                        |
| 13 | 1等陸佐 | 脇田節夫   | 1981年03月16日 - 1983年03月15日                             | 防大2期                        | 陸上幕僚監部監理部総務課監理班長                | 陸上自衛隊幹部学校学校教官                          |
| 14 | 1等陸佐 | 蓑輪博     | 1983年03月16日 - 1985年08月07日                             | 日本大学 昭和31年卒            | 第3教育連隊長                                   | 札幌駐屯地業務隊長                                  |
| 15 | 1等陸佐 | 山田克己   | 1985年08月08日 - 1987年07月31日                             | 25期幹候(Ⅰ)                    | 第18普通科連隊副連隊長                          | 北部方面総監部付 →1987年11月9日 定年退官            |
| 16 | 1等陸佐 | 田中大三   | 1987年08月01日 - 1989年06月29日                             | 防大7期                        | 第11普通科連隊長                                | 陸上幕僚監部監理部総務課広報室長                    |
| 17 | 1等陸佐 | 松浦紘之   | 1989年06月30日 - 1991年07月31日                             | 防大8期                        | 第5施設群長                                     | 陸上自衛隊幹部学校主任研究開発官                    |
| 18 | 1等陸佐 | 菅博敏     | 1991年08月01日 - 1993年06月30日                             | 防大13期                       | 陸上幕僚監部人事部補任課 人事第1班長            | 陸上幕僚監部装備部装備計画課長                      |
| 19 | 1等陸佐 | 梅崎盛敏   | 1993年07月01日 - 1996年07月31日                             | 防大11期                       | 第9普通科連隊長                                 | 東北方面総監部総務部長                              |
| 20 | 1等陸佐 | 三島忠雄   | 1996年08月01日 - 1998年07月31日                             | 防大12期                       | 陸上自衛隊富士学校総合研究開発部 主任研究開発官 | 陸上自衛隊富士学校特科部副部長                      |
| 21 | 1等陸佐 | 星一男     | 1998年08月01日 - 2000年11月30日                             | 防大20期                       | 統合幕僚会議事務局第5幕僚室 長期班長            | 陸上自衛隊幹部学校主任研究開発官                    |
| 22 | 1等陸佐 | 中川義章   | 2000年12月01日 - 2002年03月21日                             | 東京大学 昭和53年卒            | 陸上幕僚監部人事部人事計画課 制度班長           | 陸上幕僚監部人事部援護業務課長                      |
| 23 | 1等陸佐 | 西村良雄   | 2002年03月22日 - 2003年11月30日                             | 福岡大学 昭和53年卒            | 陸上幕僚監部調査部調査課 調査運用室勤務         | 中央地理隊長 兼 東立川駐屯地司令                    |
| 24 | 1等陸佐 | 長谷川儀蔵 | 2003年12月01日 - 2005年12月04日                             | 防大25期                       | 陸上幕僚監部防衛部研究課総括班長                | 陸上幕僚監部監理部総務課 情報公開・個人情報保護室長 |
| 25 | 1等陸佐 | 佐藤次郎   | 2005年12月05日 - 2007年07月31日                             | 山形大学 昭和54年卒            | 第6地対艦ミサイル連隊長 兼 宇都宮駐屯地司令     | 東北方面総監部監察官                                |
| 26 | 1等陸佐 | 竹末正市   | 2007年08月01日 - 2009年03月23日                             | 防大23期                       | 第2地対艦ミサイル連隊長 兼 美唄駐屯地司令       | 第1特科団副団長                                     |
| 27 | 1等陸佐 | 成清浩一   | 2009年03月24日 - 2010年11月30日                             | 熊本大学 昭和60年卒            | 陸上自衛隊富士学校主任教官                      | 第1戦車群長 兼 北恵庭駐屯地司令                     |
| 28 | 1等陸佐 | 城戸正志   | 2010年12月01日 - 2012年12月03日                             | 防大29期                       | 東北方面航空隊長 兼 霞目駐屯地司令              | 陸上自衛隊研究本部主任研究開発官                    |
| 29 | 1等陸佐 | 山下和敏   | 2012年12月04日 - 2015年03月31日                             | 防大28期                       | 第2施設群長                                     | 守山駐屯地業務隊長                                  |
| 30 | 1等陸佐 | 小橋史行   | 2015年04月01日 - 2017年03月22日                             | 防大34期                       | 陸上自衛隊研究本部主任研究開発官                | 陸上自衛隊研究本部主任研究開発官                    |
| 31 | 1等陸佐 | 弓場信行   | 2017年03月23日 - 2019年03月22日                             | 防大34期                       | 陸上自衛隊関東補給処火器車両部長                | 陸上自衛隊教育訓練研究本部主任教官                  |
| 32 | 1等陸佐 | 濱本博文   | 2019年03月23日 - 2022年03月13日                             | 防大32期                       | 陸上自衛隊教育訓練研究本部主任教官              | 退職                                                |
| 33 | 1等陸佐 | 内山信吾   | 2022年03月14日 - 2023年12月21日                             | 防大37期                       | 陸上自衛隊補給統制本部航空部長                  | 陸上自衛隊関東補給処航空部長                        |
| 34 | 1等陸佐 | 上野洋介   | 2023年12月22日 -                                            | 防大40期                       | 陸上自衛隊教育訓練研究本部                      |                                                     |